# Оримиф
Оримиф — небольшой остров в устье Амура. Расположен юго-западнее мыса Оримиф в 2,3 км от материка.
Остров имеет форму подковы и длину около 2,2 км в поперечнике. Поверхность покрыта луговой растительностью, кустарником, встречаются камышовые и тростниковые заросли.
Административно относится к территории Оремифского сельского поселения Хабаровского края.

## Топографические карты
- Лист карты N-54-115 Нижнее  Пронге. Масштаб: 1 : 100 000. Состояние местности на 1991 год. Издание 1994 г.